# Großer Preis von Südafrika 1968
Der Große Preis von Südafrika 1968 (offiziell XIV Grand Prix of South Africa) fand am 1. Januar auf dem Kyalami Grand Prix Circuit in Midrand statt und war das erste Rennen der Automobil-Weltmeisterschaft 1968.

## Berichte

### Hintergrund
Am Neujahrstag 1968 startete die neue Saison und das Team Lotus mit den beiden Fahrern des Vorjahres, Jim Clark und Graham Hill, galt von Beginn an als Favorit auf den Gewinn des Weltmeistertitels. Grund für diese Einschätzung der Fachwelt waren die Siege des Teams bei den letzten beiden Rennen der Saison 1967.
Der amtierende Weltmeister Denis Hulme hatte Brabham verlassen und war zu McLaren gewechselt. Jack Brabham engagierte daraufhin Jochen Rindt als zweiten Fahrer in seinem Team, das wegen des frühen Termins ebenso wie einige weitere Teams mit Vorjahrestechnik in die Saison startete.
Bei Ferrari behielt man Chris Amon und verpflichtete zudem Jacky Ickx als zweiten Stammfahrer. Andrea de Adamich bekam die Chance, zum Saisonbeginn als Gaststarter in einem dritten Werkswagen an den Start zu gehen. Honda verlängerte die Zusammenarbeit mit Werksfahrer John Surtees.
B.R.M. präsentierte ein neues Fahrzeug und setzte neben Vorjahrespilot Mike Spence den Mexikaner Pedro Rodríguez als Stammfahrer ein.
Jackie Stewart war von B.R.M. in das unter der Regie von Ken Tyrrell antretende Matra International-Team gewechselt, dass im Gegensatz zum französischen Matra-Werksteam, für das Jean-Pierre Beltoise als Stammfahrer an den Start ging, für die komplette Saison den Einsatz des Ford-Cosworth-Motors beabsichtigte.
Die Cooper Car Company musste nach dem Weggang der beiden Werksfahrer des Vorjahres zwei neuen Stammpiloten verpflichten. Man entschied sich  für Ludovico Scarfiotti und Brian Redman. Die Privatteams von Rob Walker und Joakim Bonnier starteten ebenfalls jeweils mit einem Cooper in die Saison. Einziger Fahrer im Anglo American Racing-Team blieb Teamgründer Dan Gurney.
Zudem traten in Südafrika wie üblich einige Gaststarter in privat eingesetzten Fahrzeugen an, wodurch das Feld auf insgesamt 23 Teilnehmer aufgestockt wurde.

### Training
Im Training bewahrheitete sich die Einschätzung der Fachwelt, indem Clark mit einer ganzen Sekunde Vorsprung vor seinem Teamkollegen Hill im als favorisiert eingestuften Lotus 49 die Pole-Position erreichte. Stewart komplettierte die aus drei Fahrzeugen bestehende erste Startreihe. Die zweite Reihe teilten sich die beiden Brabham-Werksfahrer Rindt und Brabham, während sich Surtees im Honda neben den beiden Ferrari von Amon und de Adamich für die dritte Reihe qualifizierte.

### Rennen
Stewart ging nach einem gelungenen Start vor Clark in Führung, während Hill auf den siebten Rang hinter Rindt, Surtees, Brabham und Amon zurückfiel.
Bereits in der zweiten Runde ging Clark in Führung, während Brabham Surtees überholte und Hill an Amon und Surtees vorbei auf den fünften Rang gelangte. Weiter hinten im Feld schied Scarfiotti aus, als heißes Kühlwasser aus einem Leck austrat und bei ihm Verbrennungen ersten Grades hervorrief. Er wurde daraufhin ins Krankenhaus gebracht.
In der siebten Runde überholte Brabham Rindt und nahm somit kurzzeitig den dritten Rang ein, bevor er wegen eines Motorproblems zunächst zurückfiel und schließlich aufgeben musste. Der daraufhin wieder drittplatzierte Rindt hielt diese Platzierung, bis er in Runde 13 von Hill überholt wurde. Weitere 14 Runden später ging dieser schließlich an Stewart vorbei und nahm den zweiten Platz ein.
Nachdem Stewart in Runde 43 ausgefallen war, übernahm Rindt wieder den dritten Rang. An der Reihenfolge der ersten drei änderte sich daraufhin in der zweiten Hälfte des Rennens nichts mehr. Lotus feierte einen souveränen Doppelsieg.
Clark baute an diesem Wochenende noch mehrere zum damaligen Zeitpunkt bestehende Rekorde aus, zum Beispiel erreichte er seine 33. Pole-Position und seinen 25. GP-Sieg. Ohne dass es jemand ahnte, war dies sein letzter Grand Prix. Er starb noch vor dem nächsten WM-Lauf während eines Formel-2-Rennens auf dem Hockenheimring. Auch für Mike Spence war es der letzte Grand Prix. Er starb am 7. Mai 1968 bei einem Trainingsunfall in Indianapolis.

## Meldeliste
| Team                          | Nr. | Fahrer               | Chassis            | Motor                    | Reifen |
| ----------------------------- | --- | -------------------- | ------------------ | ------------------------ | ------ |
| Bruce McLaren Motor Racing    | 01  | Denis Hulme          | McLaren M5A        | BRM P142 3.0 V12         | G      |
| Brabham Racing Organisation   | 02  | Jack Brabham         | Brabham BT24       | Repco 740 3.0 V8         | G      |
| Brabham Racing Organisation   | 03  | Jochen Rindt         | Brabham BT24       | Repco 740 3.0 V8         | G      |
| Team Lotus                    | 04  | Jim Clark            | Lotus 49           | Ford Cosworth DFV 3.0 V8 | F      |
| Team Lotus                    | 05  | Graham Hill          | Lotus 49           | Ford Cosworth DFV 3.0 V8 | F      |
| Anglo American Racers         | 06  | Dan Gurney           | Eagle T1G          | Weslake 58 3.0 V12       | G      |
| Honda Racing                  | 07  | John Surtees         | Honda RA300        | Honda RA273E 3.0 V12     | F      |
| Scuderia Ferrari SpA SEFAC    | 08  | Chris Amon           | Ferrari 312 (1967) | Ferrari 242 3.0 V12      | F      |
| Scuderia Ferrari SpA SEFAC    | 09  | Jacky Ickx           | Ferrari 312 (1967) | Ferrari 242 3.0 V12      | F      |
| Scuderia Ferrari SpA SEFAC    | 10  | Andrea de Adamich    | Ferrari 312 (1967) | Ferrari 242 3.0 V12      | F      |
| Owen Racing Organisation      | 11  | Pedro Rodríguez      | BRM P126           | BRM P142 3.0 V12         | G      |
| Owen Racing Organisation      | 12  | Mike Spence          | BRM P115           | BRM P75 3.0 H16          | G      |
| Cooper Car Company            | 14  | Brian Redman         | Cooper T81B        | Maserati 10/F1 3.0 V12   | F      |
| Cooper Car Company            | 15  | Ludovico Scarfiotti  | Cooper T86         | Maserati 10/F1 3.0 V12   | F      |
| Matra International (Tyrrell) | 16  | Jackie Stewart       | Matra MS9          | Ford Cosworth DFV 3.0 V8 | D      |
| Matra International (Tyrrell) | 26  | Jackie Stewart       | Matra MS7          | Ford Cosworth DFV 3.0 V8 | D      |
| Team Gunston                  | 17  | John Love            | Brabham BT20       | Repco 620 3.0 V8         | F      |
| Team Gunston                  | 18  | Sam Tingle           | LDS Mk3            | Repco 620 3.0 V8         | F      |
| Rob Walker Racing             | 19  | Joseph Siffert       | Cooper T81         | Maserati 10/F1 3.0 V12   | F      |
| Joakim Bonnier Racing Team    | 20  | Joakim Bonnier       | Cooper T81         | Maserati 10/F1 3.0 V12   | G      |
| Matra Sports                  | 21  | Jean-Pierre Beltoise | Matra MS7          | Ford Cosworth FVA 1.6 L4 | D      |
| Scuderia Scribante            | 22  | Dave Charlton        | Brabham BT11       | Repco 620 3.0 V8         | F      |
| Team Pretoria                 | 23  | Jackie Pretorius     | Brabham BT11       | Climax FPF 2.8 L4        | F      |
| John Love                     | 25  | Basil van Rooyen     | Cooper T79         | Climax FPF 2.8 L4        | F      |

Anmerkungen
1. ↑  Stewart fuhr den Matra MS7 mit der Startnummer 26 nur im Training.

## Klassifikationen

### Startaufstellung
| Pos. | Fahrer               | Konstrukteur    | Zeit   | Ø-Geschwindigkeit | Start |
| ---- | -------------------- | --------------- | ------ | ----------------- | ----- |
| 01   | Jim Clark            | Lotus-Ford      | 1:21,6 | 180,618 km/h      | 01    |
| 02   | Graham Hill          | Lotus-Ford      | 1:22,6 | 178,431 km/h      | 02    |
| 03   | Jackie Stewart       | Matra-Ford      | 1:22,7 | 178,215 km/h      | 03    |
| 04   | Jochen Rindt         | Brabham-Repco   | 1:23,0 | 177,571 km/h      | 04    |
| 05   | Jack Brabham         | Brabham-Repco   | 1:23,2 | 177,144 km/h      | 05    |
| 06   | John Surtees         | Honda           | 1:23,5 | 176,508 km/h      | 06    |
| 07   | Andrea de Adamich    | Ferrari         | 1:23,6 | 176,297 km/h      | 07    |
| 08   | Chris Amon           | Ferrari         | 1:23,8 | 175,876 km/h      | 08    |
| 09   | Denis Hulme          | McLaren-B.R.M.  | 1:24,0 | 175,457 km/h      | 09    |
| 10   | Pedro Rodríguez      | B.R.M.          | 1:24,9 | 173,597 km/h      | 10    |
| 11   | Jacky Ickx           | Ferrari         | 1:24,9 | 173,597 km/h      | 11    |
| 12   | Dan Gurney           | Eagle-Weslake   | 1:25,6 | 172,178 km/h      | 12    |
| 13   | Mike Spence          | B.R.M.          | 1:25,9 | 171,576 km/h      | 13    |
| 14   | Dave Charlton        | Brabham-Repco   | 1:26,2 | 170,979 km/h      | 14    |
| 15   | Ludovico Scarfiotti  | Cooper-Maserati | 1:26,3 | 170,781 km/h      | 15    |
| 16   | Joseph Siffert       | Cooper-Maserati | 1:26,4 | 170,583 km/h      | 16    |
| 17   | John Love            | Brabham-Repco   | 1:27,0 | 169,407 km/h      | 17    |
| 18   | Jean-Pierre Beltoise | Matra-Ford      | 1:27,2 | 169,018 km/h      | 18    |
| 19   | Joakim Bonnier       | Cooper-Maserati | 1:27,3 | 168,825 km/h      | 19    |
| 20   | Basil van Rooyen     | Cooper-Climax   | 1:27,8 | 167,863 km/h      | 20    |
| 21   | Brian Redman         | Cooper-Maserati | 1:28,0 | 167,482 km/h      | 21    |
| 22   | Sam Tingle           | LDS-Repco       | 1:28,6 | 166,348 km/h      | 22    |
| 23   | Jackie Pretorius     | Brabham-Climax  | 1:29,0 | 165,600 km/h      | 23    |

### Rennen
| Pos. | Fahrer               | Konstrukteur    | Runden | Stopps | Zeit       | Start | Schnellste Runde |
| ---- | -------------------- | --------------- | ------ | ------ | ---------- | ----- | ---------------- |
| 01   | Jim Clark            | Lotus-Ford      | 80     | 0      | 1:53:56,6  | 01    | 1:23,7 (73.)     |
| 02   | Graham Hill          | Lotus-Ford      | 80     | 0      | + 25,3     | 02    |                  |
| 03   | Jochen Rindt         | Brabham-Repco   | 80     | 0      | + 30,4     | 04    |                  |
| 04   | Chris Amon           | Ferrari         | 78     | 1      | + 2 Runden | 08    |                  |
| 05   | Denis Hulme          | McLaren-B.R.M.  | 78     | 0      | + 2 Runden | 09    |                  |
| 06   | Jean-Pierre Beltoise | Matra-Ford      | 77     | 0      | + 3 Runden | 18    |                  |
| 07   | Joseph Siffert       | Cooper-Maserati | 77     | 0      | + 3 Runden | 16    |                  |
| 08   | John Surtees         | Honda           | 75     | 1      | + 5 Runden | 06    |                  |
| 09   | John Love            | Brabham-Repco   | 75     | 0      | + 5 Runden | 17    |                  |
| –    | Jackie Pretorius     | Brabham-Climax  | 71     | 0      | NC         | 23    |                  |
| –    | Dan Gurney           | Eagle-Weslake   | 58     | 0      | DNF        | 12    |                  |
| –    | Jacky Ickx           | Ferrari         | 51     | 0      | DNF        | 11    |                  |
| –    | Joakim Bonnier       | Cooper-Maserati | 46     | 0      | DNF        | 19    |                  |
| –    | Jackie Stewart       | Matra-Ford      | 43     | 0      | DNF        | 03    |                  |
| –    | Sam Tingle           | LDS-Repco       | 35     | 1      | DNF        | 22    |                  |
| –    | Basil van Rooyen     | Cooper-Climax   | 22     | 0      | DNF        | 20    |                  |
| –    | Pedro Rodríguez      | B.R.M.          | 20     | 0      | DNF        | 10    |                  |
| –    | Jack Brabham         | Brabham-Repco   | 16     | 1      | DNF        | 05    |                  |
| –    | Andrea de Adamich    | Ferrari         | 13     | 0      | DNF        | 07    |                  |
| –    | Mike Spence          | B.R.M.          | 7      | 0      | DNF        | 13    |                  |
| –    | Brian Redman         | Cooper-Maserati | 4      | 0      | DNF        | 21    |                  |
| –    | Dave Charlton        | Brabham-Repco   | 3      | 0      | DNF        | 14    |                  |
| –    | Ludovico Scarfiotti  | Cooper-B.R.M.   | 2      | 0      | DNF        | 15    |                  |

## WM-Stände nach dem Rennen
Die ersten sechs des Rennens bekamen 9, 6, 4, 3, 2, 1 Punkte. Die besten fünf Ergebnisse der ersten sechs und der zweiten sechs Rennen zählten zur Meisterschaft. In der Konstrukteurswertung zählten dabei nur die Punkte des bestplatzierten Fahrers eines Teams.

### Fahrerwertung
| Pos. | Fahrer               | Konstrukteur    | Punkte |
| ---- | -------------------- | --------------- | ------ |
| 01   | Jim Clark            | Lotus-Ford      | 9      |
| 02   | Graham Hill          | Lotus-Ford      | 6      |
| 03   | Jochen Rindt         | Brabham-Repco   | 4      |
| 04   | Chris Amon           | Ferrari         | 3      |
| 05   | Denis Hulme          | McLaren-B.R.M.  | 2      |
| 06   | Jean-Pierre Beltoise | Matra-Ford      | 1      |
| 07   | Joseph Siffert       | Cooper-Maserati | 0      |
| 08   | John Surtees         | Honda           | 0      |
| 09   | John Love            | Brabham-Repco   | 0      |
| –    | Jackie Pretorius     | Brabham-Climax  | 0      |
| –    | Dan Gurney           | Eagle-Weslake   | 0      |
| –    | Jacky Ickx           | Ferrari         | 0      |

| Pos. | Fahrer              | Konstrukteur    | Punkte |
| ---- | ------------------- | --------------- | ------ |
| –    | Joakim Bonnier      | Cooper-Maserati | 0      |
| –    | Jackie Stewart      | Matra-Ford      | 0      |
| –    | Sam Tingle          | LDS-Repco       | 0      |
| –    | Basil van Rooyen    | Cooper-Climax   | 0      |
| –    | Pedro Rodríguez     | B.R.M.          | 0      |
| –    | Jack Brabham        | Brabham-Repco   | 0      |
| –    | Andrea de Adamich   | Ferrari         | 0      |
| –    | Mike Spence         | B.R.M.          | 0      |
| –    | Brian Redman        | Cooper-Maserati | 0      |
| –    | Dave Charlton       | Brabham-Repco   | 0      |
| –    | Ludovico Scarfiotti | Cooper-Maserati | 0      |

### Konstrukteurswertung
| Pos. | Konstrukteur    | Punkte |
| ---- | --------------- | ------ |
| 01   | Lotus-Ford      | 9      |
| 02   | Brabham-Repco   | 4      |
| 03   | Ferrari         | 3      |
| 04   | McLaren-B.R.M.  | 2      |
| 05   | Matra-Ford      | 1      |
| 06   | Cooper-Maserati | 0      |

| Pos. | Konstrukteur   | Punkte |
| ---- | -------------- | ------ |
| 07   | Honda          | 0      |
| –    | Brabham-Climax | 0      |
| –    | Eagle-Weslake  | 0      |
| –    | LDS-Repco      | 0      |
| –    | Cooper-Climax  | 0      |
| –    | B.R.M.         | 0      |